# Mar Negro (pintura de Aivazovski)
Mar Negro (en ruso: Чёрное море, romanizado: Chiórnoie móre) o Comienza una tormenta en el Mar Negro (en ruso: На Чёрном море начинает разыгрываться буря, romanizado: Na Chiórnom móre nachináet razýgryvat'sia búria) es la pintura del pintor marino armenio Iván Aivazovski. Esta obra fue pintada por el autor en 1881 y conservada en Galería Tretiakov en Moscú, Rusia.

## Historia
La vida y la obra del famoso pintor marino Ivan Aivazovski estuvieron estrechamente ligadas a su tierra natal, que él percibía con espíritu romántico. Durante su larga vida, el artista creó muchos cuadros con vistas de la península de Crimea. La atención principal del pintor se dirigió a la vida del mar Negro, el elemento majestuoso, que contemplaba desde la infancia en Feodosia. Los cuadros de Aivazovski muestran todos los estados posibles del espacio acuático: desde la calma hasta el huracán, como él mismo llamó a uno de sus lienzos épicos.
Se sabe que Pavel Tretiakov también era cauteloso con los cuadros de Aivazovski, pues creía que el artista se repetía demasiado para complacer al público entusiasta, por lo que la Galería Tretiakov presentó un número reducido de cuadros del pintor marino. Sin embargo, el paisaje «Mar Negro» llamó inmediatamente la atención por su originalidad y expresividad, y el fundador de la galería no se negó a comprárselo al autor. 

## Descripción
El paisaje «Mar Negro (Una tormenta comienza a desarrollarse en el Mar Negro)» es una reconocida obra maestra de Aivazovski. El artista retrató el surgimiento de una tormenta en el Mar Negro, despertando la fuerza desenfrenada de la naturaleza, que desafía a un hombre indefenso. El cuadro está ejecutado en tonos oscuros, desprovisto de la espectacularidad y el colorido propios de otras obras del marinista. Se representa el espacio marino sin límites y el cielo sin límites sobre él. En primer plano, una ola con festones de espuma, la «ola de Aivazovsky», como la llamaban los contemporáneos. La paleta es inusualmente rica, pasa de tonos verdosos, plateados y esmeralda a un azul profundo y ennegrecido en el horizonte. En el centro hay una vela solitaria, casi imperceptible, símbolo de la insignificancia del hombre ante el universo y, al mismo tiempo, signo del romántico vagabundeo. El paisaje golpea con la profundidad de la encarnación del poder del elemento marino, la fuerza de la tensión interna y el impacto emocional. Ivan Kramskoi, habitualmente crítico con la obra de Aivazovsky, valoró muy positivamente el lienzo:

«Es uno de los cuadros más grandiosos que conozco. <...> En él no hay nada más que cielo y agua, pero el agua es un océano sin límites, no tormentoso, sino ondulante, áspero, interminable, y el cielo, si cabe, aún más interminable».
«Это одна из самых грандиозных картин, какие я только знаю. <…> На ней ничего нет, кроме неба и воды, но вода — это океан беспредельный, не бурный, но колыхающийся, суровый, бесконечный, а небо, если возможно, ещё бесконечнее».